# Culaba
Culaba ist eine philippinische Stadtgemeinde in der Provinz Biliran. Sie hat 12.325 Einwohner (Zensus 1. August 2015).

## Baranggays
Culaba ist politisch unterteilt in 17 Baranggays.
| - Acaban - Bacolod - Binongtoan - Bool Central (Pob.) - Bool East (Pob.) - Bool West (Pob.) - Calipayan - Guindapunan - Habuhab | - Looc - Marvel (Pob.) - Patag - Pinamihagan - Culaba Central (Pob.) - Salvacion - San Roque - Virginia (Pob.) |